# Wendy Hogg
Wendy Elizabeth Cook-Hogg (Vancouver, 15 settembre 1956) è un'ex nuotatrice canadese.

## Carriera
Ha fatto parte della staffetta che ha vinto la medaglia di bronzo nella 4x100m misti alle Olimpiadi di Montréal 1976.

## Palmarès
- Giochi Olimpici

Montréal 1976: bronzo nella 4x100m misti.
- Mondiali

Belgrado 1973: bronzo nei 100m dorso.